# Orchestre symphonique d'Indianapolis
L'Orchestre symphonique d'Indianapolis (en anglais Indianapolis Symphony Orchestra, ISO) est l'un des principaux orchestres américains basés à Indianapolis, Indiana.

## L'orchestre aujourd'hui
Chaque année, l'Orchestre symphonique d'Indianapolis donne 200 concerts à plus de 350 000 personnes. C'est la plus grande organisation d'arts du spectacle dans l'Indiana et a une discographie forte de 36 enregistrements. Depuis 1982, une manifestation estivale populaire est la Marsh Symphony on the Prairie, qui se tient à Conner Prairie (en), à Fishers. Elle a enregistré un record de 13 000 spectateurs pour la soirée Patriotic Pops.
Le siège de l'ISO est le Hilbert Circle Theatre (en), au centre-ville d'Indianapolis près de Monument Circle. Précédemment, le siège se trouvait à Clowes Memorial Hall (en), sur le campus de l'Université Butler et à Caleb Mills Hall. Le Circle Theatre, un ancien «cinéma», a été rénové et agrandi pour les concerts symphoniques et a rouvert le 12 octobre 1984.
Un spectacle annuel, qui a débuté en décembre 1986, est l'IPL Christmas Celebration.

## Historique

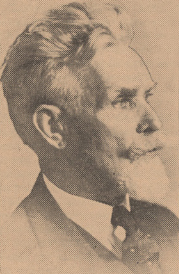
Portrait de Ferdinand Schaefer (1861–1953) en noir et blanc

L'orchestre a été fondé en 1930 par Ferdinand Schaefer, un professeur de violon local. En 1937, Fabien Sevitzky (en) est embauché comme premier directeur musical de l'Orchestre, tandis que les musiciens deviennent professionnels, payés avec un salaire hebdomadaire pour une saison de 20 semaines. L'orchestre s'est rapidement imposé à l'échelle nationale, publiant une série d'enregistrements avec RCA Records et Capitol Records dans les années 1940 et au début des années 1950.
En 1956, Izler Solomon (en) a été nommé directeur musical. L'orchestre a fait une tournée nationale et s'est produit dans une série de concerts internationaux. À la suite de cela, il a obtenu un prix du département d'État américain.
John Nelson est devenu directeur en 1976, et a établi le siège actuel de l'Orchestre au Hilbert Circle Theatre au centre-ville d'Indianapolis. Nelson a dirigé l'ISO dans des émissions de radio sur NPR et PBS, ainsi que lors de concerts au Carnegie Hall en 1989 et 1991 et au Kennedy Center. Il a également dirigé l'orchestre dans sa première tournée à l'étranger, en Allemagne en 1987, avec le violoniste Hidetaro Suzuki.
Nelson a eu comme successeur Raymond Leppard en 1987. Sous la direction de Leppard, l'orchestre a commencé une saison de 52 semaines et a fait une série d'enregistrements pour le label Koss Corporation. Leppard est revenu avec l'orchestre en Europe pour deux autres tournées en 1993 et 1997. Indianapolis On The Air, une série radiophonique hebdomadaire qui a commencé en 1994, est produit par WFYI-FM (en) à Indianapolis et est diffusée par plus de 250 stations de radio dans 38 états.
La symphonie a annoncé le 19 octobre 2010 que Krzysztof Urbanski (en) devenait le septième directeur musical depuis les débuts de l'orchestre, ainsi que le plus jeune musicien à diriger l'ensemble.
Certains des premiers enregistrements de l'orchestre sont réapparus sous le label Historic Recordings.co.uk au Royaume-Uni.

## Directeurs musicaux
- Ferdinand Schaefer (1930-1937) (fondateur)
- Fabien Sevitzky (en) (1937-1955)
- Izler Solomon (en) (1956-1975)
- John Nelson (1976-1987)
- Raymond Leppard (1987-2001)
- Mario Venzago (2002-2009)
- Krzysztof Urbanski (en) (2011–)

## Chefs principaux Pops
- Erich Kunzel (1982-2002)
- Jack Everly (en) (2002-)

## Sources
- (en) Cet article est partiellement ou en totalité issu de l’article de Wikipédia en anglais intitulé « Indianapolis Symphony Orchestra » (voir la liste des auteurs).